# Todos los hermosos caballos
Todos los hermosos caballos es una novela escrita por el autor estadounidense Cormac McCarthy. Fue publicada en 1992 por la editorial Alfred A. Knopf. A diferencia de los trabajos anteriores de McCarthy, Todos los hermosos caballos es bastante romántica, lo que incrementó la popularidad del autor. La novela ganó el National Book Award y el National Book Critics Circle Award y fue un éxito de ventas. Fue la primera novela en la Trilogía de la frontera.
La novela fue adaptada en la película de 2000 All the Pretty Horses, la cual fue protagonizada por Matt Damon y Penélope Cruz y dirigida por Billy Bob Thornton.

## Resumen del argumento
La novela narra la historia de John Grady Cole, un joven de 16 años que creció en el rancho de su abuelo en San Angelo (Texas). La narración empieza en 1949, poco después de la muerte del abuelo de Cole, quien descubre que su madre planea vender el rancho. Asqueado con la idea de tener que vivir en un pueblo, John Grady prefiere fugarse y convence a su amigo, Lacey Rawlins, para que lo acompañe. Viajando a caballo, ambos se dirigen a México en donde esperan conseguir trabajo como vaqueros.
Poco después de que cruzan la frontera, se encuentran con un adolescente que aparenta tener 13 años, aunque dice ser mucho mayor, y quien dice que su nombre es Jimmy Blevins. El muchacho viaja en un caballo castaño que luce demasiado fino para ser propiedad de un adolescente, aunque Blevins insista en lo contrario. Mientras continúan su viaje al sur, el caballo de Blevins escapa durante una tormenta con la mayoría de sus posesiones mientras trataban de resguardarse. Un mexicano encuentra el caballo y lo lleva a su pueblo.
Blevins convence a John Grady y Rawlins de que lo acompañen al pueblo más cercano para tratar de encontrar su caballo y su pistola. Los jóvenes encuentran el castaño y Blevins lo toma. Sin embargo, son perseguidos por un grupo de pueblerinos y Blevins se separa de los otros dos para distraer a los perseguidores, permitiendo a Rawlins y Grady escapar.
Rawlins y John Grady continúan viajando al sur por cuenta propia. En una región fértil del estado de Coahuila de Zaragoza conocida como el Bolsón de Cuatrociénegas, encuentran empleo en una hacienda. Allí, John Grady conoce a la hermosa hija del hacendado, Alejandra. Mientras que Rawlins trabaja junto al resto de los vaqueros, Grady obtiene la atención del hacendado, quien le da un trabajo de mayor responsabilidad domando caballos. La cercanía a la casa del hacendado le permite a Grady iniciar un amorío con Alejandra.
Mientras tanto, Blevins trabaja brevemente en un rancho y regresa al pueblo en donde recuperó su caballo, esta vez para recuperar su pistola. En el proceso, mata a un hombre y las autoridades mexicanas lo capturan. Asimismo, los policías ubican a  John Grady y a Rawlins, pero el hacendado los protege. Sin embargo, cuando se da cuenta del amorío de su hija con Grady, los entrega a sus perseguidores.
Blevins es ejecutado por un capitán de policía antes de que lleguen a prisión. John Grady y Rawlins se encuentran con un ambiente hostil en la cárcel; de hecho, Grady resulta gravemente herido después de una pelea con un cuchillero a quien logra matar. Los matones de la prisión contactan a la tía de Alejandra y le piden dinero por la liberación de los jóvenes. Alejandra le pide ayuda a su tía para que los libere y le promete que ella no volverá a ver a Grady. Después de su liberación, Rawlins regresa a los Estados Unidos, mientras que Grady trata de ver a Alejandra. Sin embargo, al final, después de un breve encuentro, Alejandra decide cumplir su promesa y rechaza la propuesta de matrimonio que le había hecho Grady. El joven, en su camino de vuelta a Texas, secuestra al capitán que mató a Blevins y lo obliga a devolver los caballos y armas que robó. Grady considera la idea de matar al capitán, pero antes de que tome esa decisión, un grupo de mexicanos los encuentran y toman al capitán como prisionero. El joven regresa a Texas, en donde trata infructuosamente de encontrar el dueño del caballo de Blevins.